# Pierwszy gabinet Bena Chifleya
Pierwszy gabinet Bena Chifleya – trzydziesty trzeci gabinet federalny Australii, urzędujący od 13 lipca 1945 do 1 listopada 1946. Był gabinetem jednopartyjnym, tworzonym przez Australijskiej Partii Pracy (ALP).

## Okoliczności powstania
W lipcu 1945 zmarł urzędujący premier John Curtin, będący zarazem liderem ALP. Tymczasowym szefem rządu został dotychczasowy wicelider partii Frank Forde, który powołał swój gabinet na bazie ustępującego gabinetu Curtina. Jednocześnie rozpoczęto przygotowania do wyborów nowego przywódcy Partii Pracy, które odbyły się po tygodniu. Minister skarbu Ben Chifley pokonał w nich premiera Forde’a i jako nowy lider większości w Izbie Reprezentantów automatycznie uzyskał nominację na szefa rządu.

## Okoliczności dymisji
Gabinet przetrwał do końca kadencji Izby Reprezentantów. Wybory przeprowadzone pod koniec września 1946 nie przyniosły zmiany partii rządzącej, ALP utrzymała stery rządów, wobec czego na początku listopada 1946 Ben Chifley sformował swój drugi gabinet.

## Skład
| stanowisko                                              | osoba              | od               | do               |
| ------------------------------------------------------- | ------------------ | ---------------- | ---------------- |
| premier                                                 | Ben Chifley        | 13 lipca 1945    | 1 listopada 1946 |
| minister ds. wojsk lądowych                             | Frank Forde        | 13 lipca 1945    | 1 listopada 1946 |
| prokurator generalny                                    | Herbert Vere Evatt | 13 lipca 1945    | 1 listopada 1946 |
| minister spraw zagranicznych                            | Herbert Vere Evatt | 13 lipca 1945    | 1 listopada 1946 |
| minister obrony                                         | Jack Beasley       | 13 lipca 1945    | 14 sierpnia 1946 |
| minister obrony                                         | Frank Forde        | 15 sierpnia 1945 | 1 listopada 1946 |
| minister marynarki wojennej                             | Norman Makin       | 13 lipca 1945    | 15 sierpnia 1946 |
| minister marynarki wojennej                             | Arthur Drakeford   | 15 sierpnia 1946 | 1 listopada 1946 |
| minister produkcji lotniczej                            | Norman Makin       | 13 lipca 1945    | 15 sierpnia 1946 |
| minister produkcji lotniczej                            | John Dedman        | 15 sierpnia 1946 | 1 listopada 1946 |
| minister ds. uzbrojenia                                 | Norman Makin       | 13 lipca 1945    | 15 sierpnia 1946 |
| minister ds. uzbrojenia                                 | John Dedman        | 15 sierpnia 1946 | 1 listopada 1946 |
| minister handlu i ceł                                   | Richard Keane      | 13 lipca 1945    | 26 kwietnia 1946 |
| minister handlu i ceł                                   | John Dedman        | 26 kwietnia 1946 | 18 czerwca 1946  |
| minister handlu i ceł                                   | James Fraser       | 18 czerwca 1946  | 1 listopada 1946 |
| minister pracy i służby zasadniczej                     | Jack Holloway      | 13 lipca 1945    | 1 listopada 1946 |
| minister zaopatrzenia i żeglugi                         | Bill Ashley        | 13 lipca 1945    | 1 listopada 1946 |
| minister ds. terytoriów zewnętrznych                    | Eddie Ward         | 13 lipca 1945    | 1 listopada 1946 |
| minister transportu                                     | Eddie Ward         | 13 lipca 1945    | 1 listopada 1946 |
| minister gospodarki i rolnictwa                         | William Scully     | 13 lipca 1945    | 1 listopada 1946 |
| minister ds. powojennej odbudowy                        | John Dedman        | 13 lipca 1945    | 1 listopada 1946 |
| minister kierujący Radą Badań Naukowych i Przemysłowych | John Dedman        | 13 lipca 1945    | 1 listopada 1946 |
| minister sił powietrznych                               | Arthur Drakeford   | 13 lipca 1945    | 1 listopada 1946 |
| minister lotnictwa cywilnego                            | Arthur Drakeford   | 13 lipca 1945    | 1 listopada 1946 |
| minister służb społecznych                              | James Fraser       | 13 lipca 1945    | 18 czerwca 1946  |
| minister służb społecznych                              | Nick McKenna       | 18 czerwca 1946  | 1 listopada 1946 |
| minister zdrowia                                        | James Fraser       | 13 lipca 1945    | 18 czerwca 1946  |
| minister zdrowia                                        | Nick McKenna       | 18 czerwca 1946  | 1 listopada 1946 |
| minister ds. repatriacji                                | Charles Frost      | 13 lipca 1945    | 1 listopada 1946 |
| minister robót publicznych i mieszkalnictwa             | Bert Lazzarini     | 13 lipca 1945    | 1 listopada 1946 |
| minister bezpieczeństwa wewnętrznego                    | Bert Lazzarini     | 13 lipca 1945    | 1 lutego 1946    |
| minister poczty                                         | Don Cameron        | 13 lipca 1945    | 1 listopada 1946 |
| minister imigracji                                      | Arthur Calwell     | 13 lipca 1945    | 1 listopada 1946 |
| minister informacji                                     | Arthur Calwell     | 13 lipca 1945    | 1 listopada 1946 |
| wiceprzewodniczący Federalnej Rady Wykonawczej          | Joe Collings       | 13 lipca 1945    | 1 listopada 1946 |
| minister spraw wewnętrznych                             | Herbert Johnson    | 13 lipca 1945    | 1 listopada 1946 |